# 塔瓦馬努省
塔瓦馬努省（西班牙語：Provincia de Tahuamanu），是秘魯的省份，位於該國東南部馬德雷德迪奧斯大區，首府是伊尼亞帕里，面積21,197平方公里，2005年人口7,429，人口密度每平方公里0.35人。